# (16915) Bredthauer
(16915) Bredthauer est un astéroïde de la ceinture principale et plus spécifiquement du groupe de Hilda.

## Description
(16915) Bredthauer est un astéroïde du groupe de Hilda. Il présente une orbite caractérisée par un demi-grand axe de 3,94 UA, une excentricité de 0,15 et une inclinaison de 7,6° par rapport à l'écliptique.

## Compléments